# 曼赫茨·克里斯蒂安
曼赫茨·克里斯蒂安·彼得（匈牙利語：Krisztián Péter Manhercz，1997年2月6日—），匈牙利男子水球运动员，代表匈牙利国家男子水球队参加2016年夏季奧林匹克運動會男子水球比賽和2020年夏季奧林匹克運動會男子水球比賽。